# Анна Тібаїджука
Анна Каджумуло Тібаїджука (суах. Anna Kajumulo Tibaijuka, МФА: [ˈænə tiːbaɪdʒuːkæ]; нар. 12 жовтня 1950 року в Кагабіро, округ Мулеба, Танзанія) — танзанійська жінка-політик від партії ЧЧМ, діяч освіти, член парламенту і Міністр земель, житлового будівництва і облаштування поселень з 2010 по 2014 рік, колишня заступниця генерального секретаря ООН і виконавчий директор Програми ООН з населених пунктів (ООН-Хабітат).

## Біографія та кар'єра
Народилася в окрузі Мулеба, Танзанія (регіон Кагера), в родині дрібних землевласників.
Вивчала економіку сільського господарства у Шведському університеті сільськогосподарських наук в Уппсала (Швеція). Вільно володіє англійською, суахілі, шведською та французькою мовами. Була одружена з послом Танзанії Вілсоном Тібаїджука, який помер в 2000 році.
У жовтні 2010 року вона стала депутатом на національних виборах від Мулеба, регіону Кагера.

## Академічна кар'єра
З 1993 по 1998 рік, Тібаїджука була доцентом економіки в університеті Дар-ес-Салама. Протягом цього періоду вона була також членом урядової делегації Танзанії на декількох самітах Організації Об'єднаних Націй, включаючи конференцію ООН з населених пунктів (Стамбул, 1996); на Всесвітній продовольчій конференції (Рим, 1996); на четвертій Всесвітній конференції зі становища жінок (Пекін, 1995) і Всесвітній зустрічі в інтересах соціального розвитку (Копенгаген, 1995).
На Всесвітньому продовольчому саміті в Римі, її було обрано координатором по Східній Африці в мережі з продовольчої безпеки, торгівлі та сталого розвитку (COASAD). Тібаїджука також була членкинею Міжнародної науково-консультативної ради ЮНЕСКО з листопада 1997 року. Вона є закордонним членом Королівської шведської Академії сільського та лісового господарства.

## Кар'єра в Організації Об'єднаних Націй

### Виконавчий директор ООН-Хабітат
У вересні 2000 року вона була призначена Генеральним секретарем Кофі Аннаном в якості директора-виконавця Центру Організації Об'єднаних Націй з населених пунктів.
Протягом її перших двох років в офісі, Тібаїджука займалася великими реформами, які результували у Генеральній Асамблеї ООН модернізацією Центру до статусу Програми з новою назвою Програма ООН з населених пунктах (ООН-Хабітат, United Nations Human Settlements Programme / UN-HABITAT). Тібаїджука була обрана Генеральною Асамблеєю, на її перший чотирирічний термін, головою нової агенції у липні 2002 року і отримала ранг заступника генерального секретаря, перша і єдина африканська жінка що потрапила на цей рівень системи ООН.

### Спеціальний посланник генерального секретаря
У червні 2005 року генеральний секретар призначив Тібаїджука спеціальним посланником для вивчення впливу Зімбабвійської урядової кампанії (відомої як операція Мурамбатсвіна) про виселення неформальних торговців і людей, які вважаються нелегальними сквотерами в деяких районах. Так, як виселення були зосереджені на тих територіях, які традиційно сильно підтримували опозиційний Рух за демократичні зміни, багато коментаторів вважали кампанію політично мотивованою. Хоча це було відмінено, була отримана широка міжнародна критика.
Тібаїджука підсумувала у своєму звіті, у якому сказала, що «в той час, як маючи на меті орієнтуватися на нелегальне житло та споруди і спиняти незаконну діяльність, [операція] здійснювалася невибірково і необгрунтовано, з байдужістю до людських страждань».

## Спільна рада з водопостачання та санітарії
Комітет Спільної ради з питань водопостачання та санітарії вибрав Анну Тібаїджуку своєю новою головою 19 жовтня 2010 року. Тібаїджука змінила на цій посаді Роберто Лентона, другий і останній термін повноважень якого закінчився у березні 2011 року.

## Блерська Комісія та Комісія по Африці
У 2004 році британський прем'єр-міністр Тоні Блер запросив Тібаїджуку бути членом Комісії з Африки, яку він створив для генерування ідей та дій і прискорення економічного зростання та розвитку Африки. Комісія, до складу якої входило 16 міжнародно відомих діячів, завершила свою доповідь у березні 2005 року.

## Скандал Тегета Ескроу
У грудні 2014 р. Президент Об'єднаної Республіки Танзанія д-р Джакая Кіквете звільнила Тібаїджуку з посади міністра земель, житлового будівництва та житлово-комунального господарства через її ймовірну участь у скандалі з рахунками в контексті депозитів Тегета на суму 250 мільйонів доларів США. Кіквете сказав, що він попросив Тібаїюку «залишити місце для нового призначення», після того, як вона не продемонструвала «належну обачність», коли отримала 1 мільйон доларів від Джеймса Ругеміліра з «VIP Engineering and Marketing» (VIPEM), пов'язаного зі скандалом.
Тібаїджука намагалася захистити себе, довести, що ці гроші були пожертвуванням для фонду «Johansson Girls Education Trust», і що вона переслала їх після отримання з особистого рахунку..

## Переобрання 2015
У 2015 році її знов номінували 63 % регіональних членів, щоб знову балотуватися на парламентське місце від Мулеба Південь. Вона виграла вибори і повернулася до парламенту.

## Почесні звання та нагороди

### Нагороди
- 2009: Гетеборзька нагорода зі сталого розвитку (Gothenburg Award for Sustainable Development)[17]
- 2016: премія Принц Халифа Бін Салман Аль-Халифа ООН-Хабітат зі сталого розвитку (Prince Khalifa Bin Salman Al-Khalifa UN Habitat Award for Sustainable Development)[18]

### Почесні академічні нагороди
| Рік  | Універитет                                                  | Країна          | Визнання                                     |
| ---- | ----------------------------------------------------------- | --------------- | -------------------------------------------- |
| 2002 | Університет Макгілла (McGill University)                    | Канада          | D.Sc. Доктор наук з навколишнього середовища |
| 2004 | Університет Геріот-Ватт (Heriot-Watt University)            | Велика Британія | D.Sc. Доктор наук з будівництва              |
| 2006 | Університетський коледж Лондона (University College London) | Велика Британія | D.Sc. Доктор наук в інженерії                |
| 2007 | Jomo Kenyatta University of Agriculture and Technology      | Кенія           | почесний ступінь в урбаністичному дизайні    |
| 2009 | Варшавська школа економіки (Warsaw School of Economics)     | Польща          | почесне звання в економіці                   |
| 2010 | Catholic University of Eastern Africa                       | Кенія           | почесний ступінь у розвитку громади та миру  |
| 2010 | Університет Тунцзі                                          | КНР             | Почесний професор                            |